# Phoenix (myntenhet)
Phoenix var en grekisk myntenhet 1828-1832. En Phoenix motsvarade 100 lepta. Värdet motsvarade 1/6 av den spanska piastern. Det hade en finvikt av 4,02 gram silver. Enheten ersattes därefter av Drachman.